# Астрофитум козерогий
Астрофитум козерогий (лат. Astrophytum capricorne) — растение из рода Астрофитум (Astrophytum) семейства Кактусовых (Cactaceae).

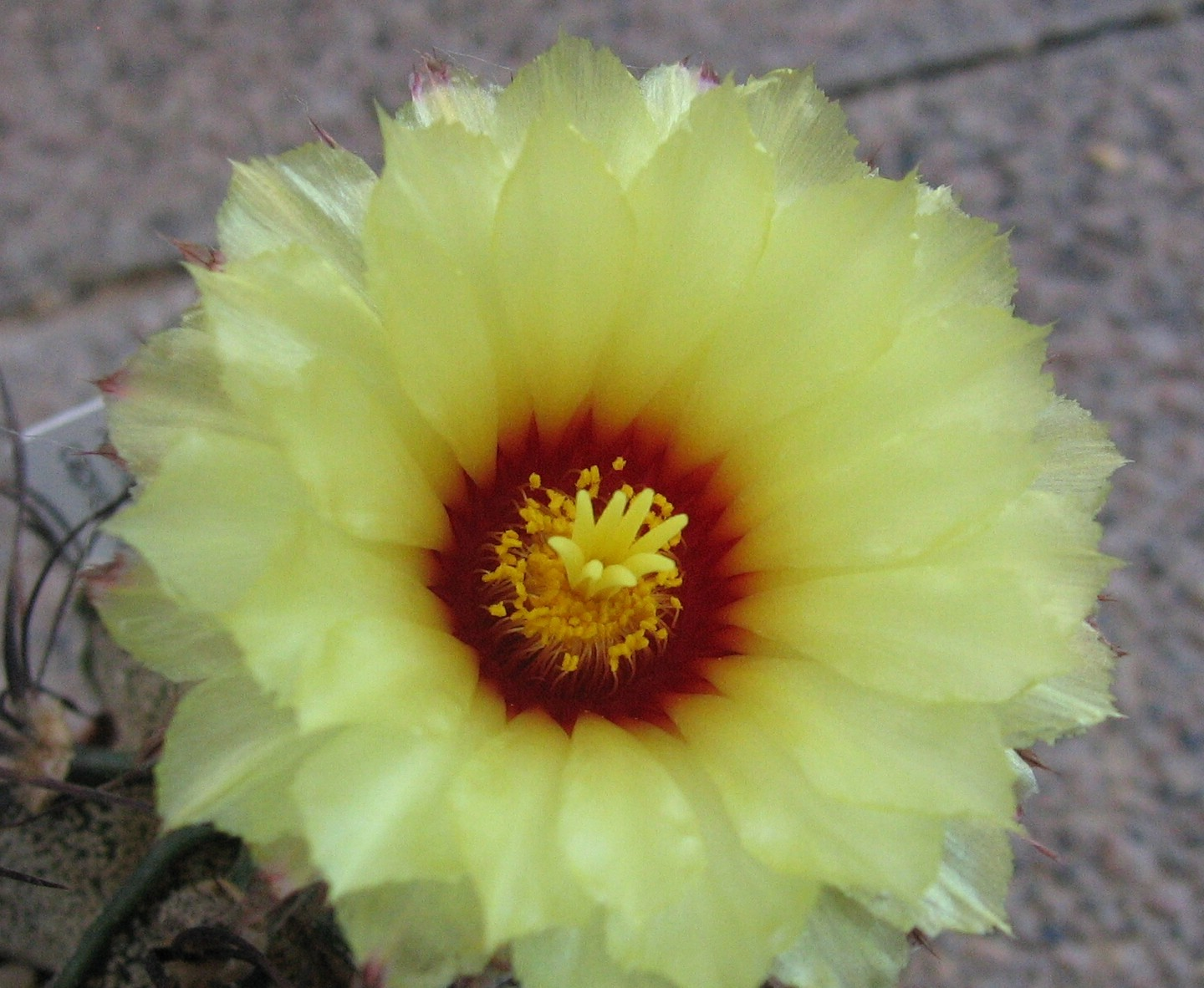
Astrophytum capricorne

## Внешний вид
Стебель сначала шарообразный, позже цилиндрический, вырастает к 25 см в высоту и 15 см в диаметре. Рёбер обычно 8. Они высокие, острые, прямые. Покровная ткань тёмно-зелёного цвета, покрытый большими жёлтыми хлопьями, особенно густыми на верхушке. На старом приросте хлопья белеют. Согнутые и беспорядочно переплетённые колючки достигают длины 8 см. Они уплощённые и окрашены в тёмно-бурые тона. С возрастом колючки нижней части стебля опадают. Цветы до 10 см в диаметре, ярко-жёлтые, с красным центром.

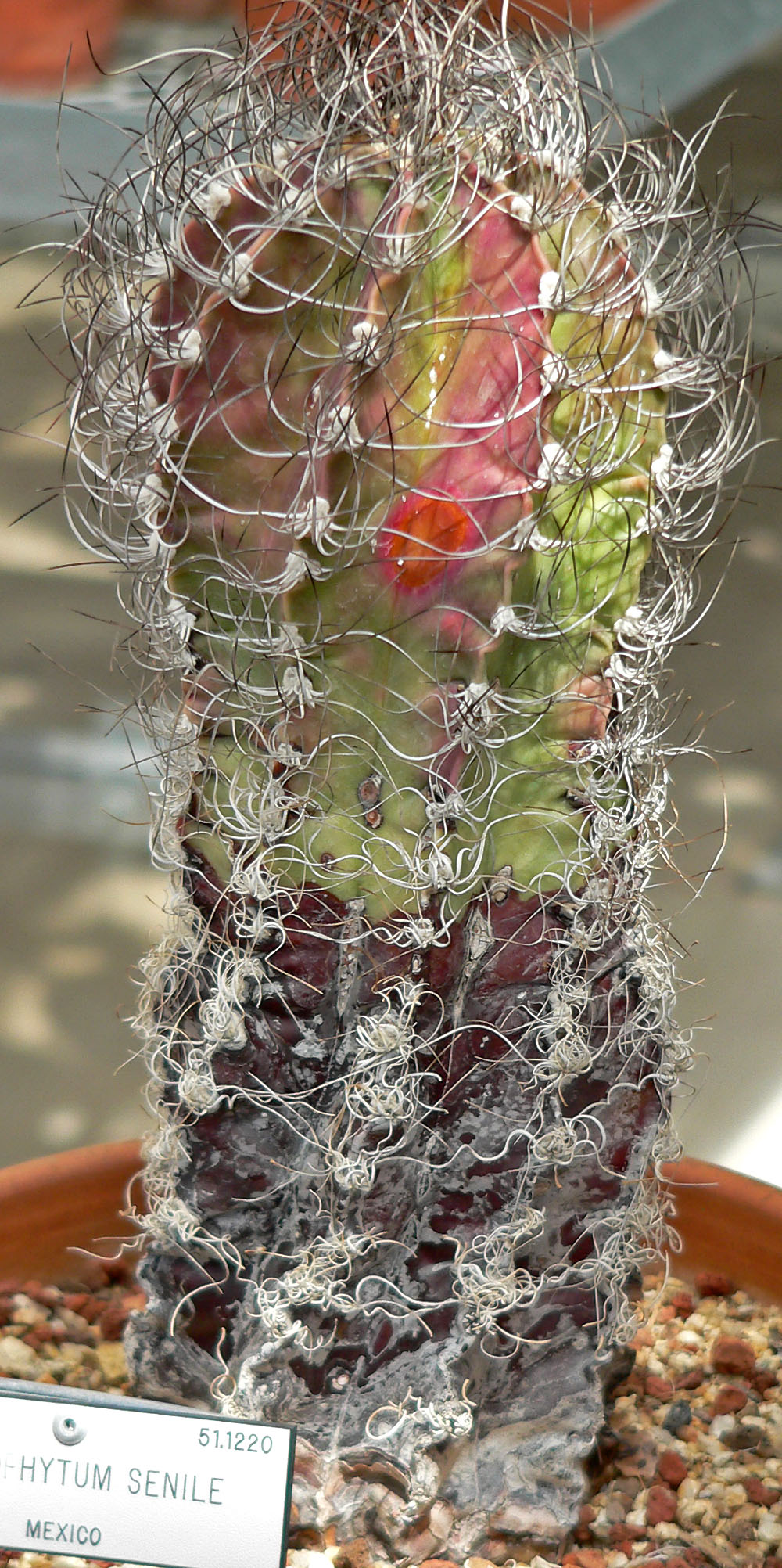
Astrophytum capricorne var. senile

Родина: Мексика.

## Разновидности

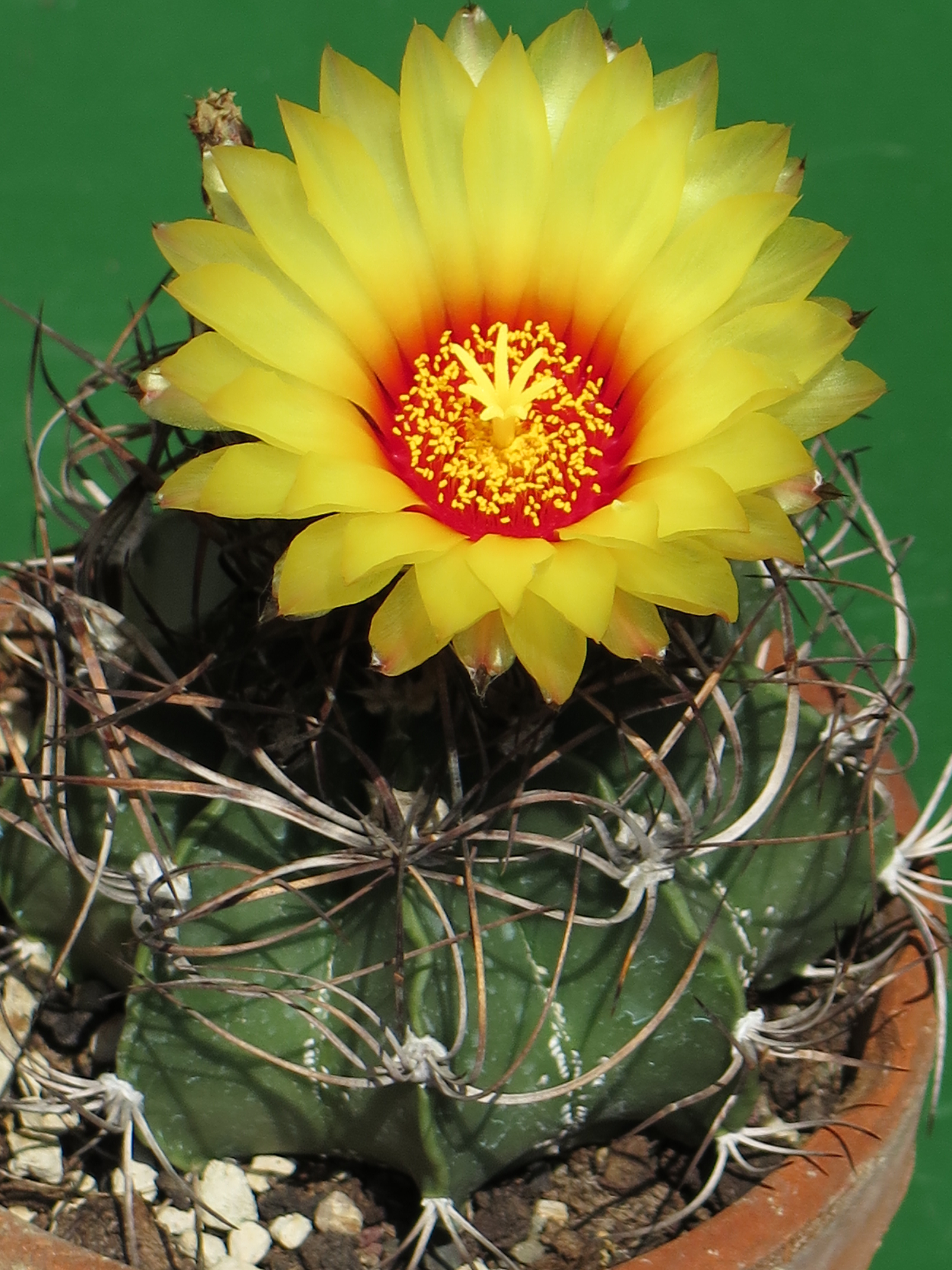
Astrophytum capricorne var. niveum
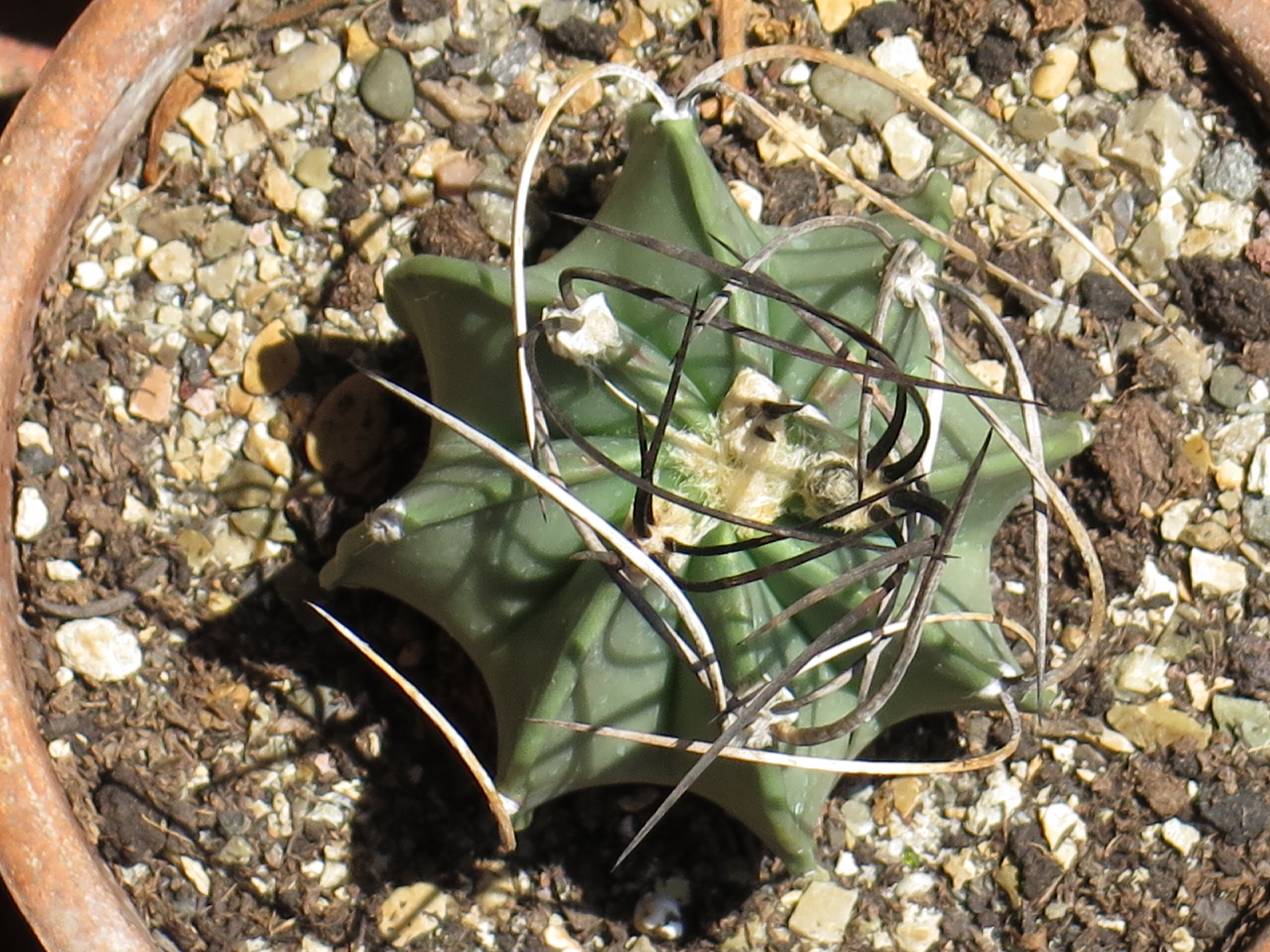
Astrophytum capricorne var. crassispinum
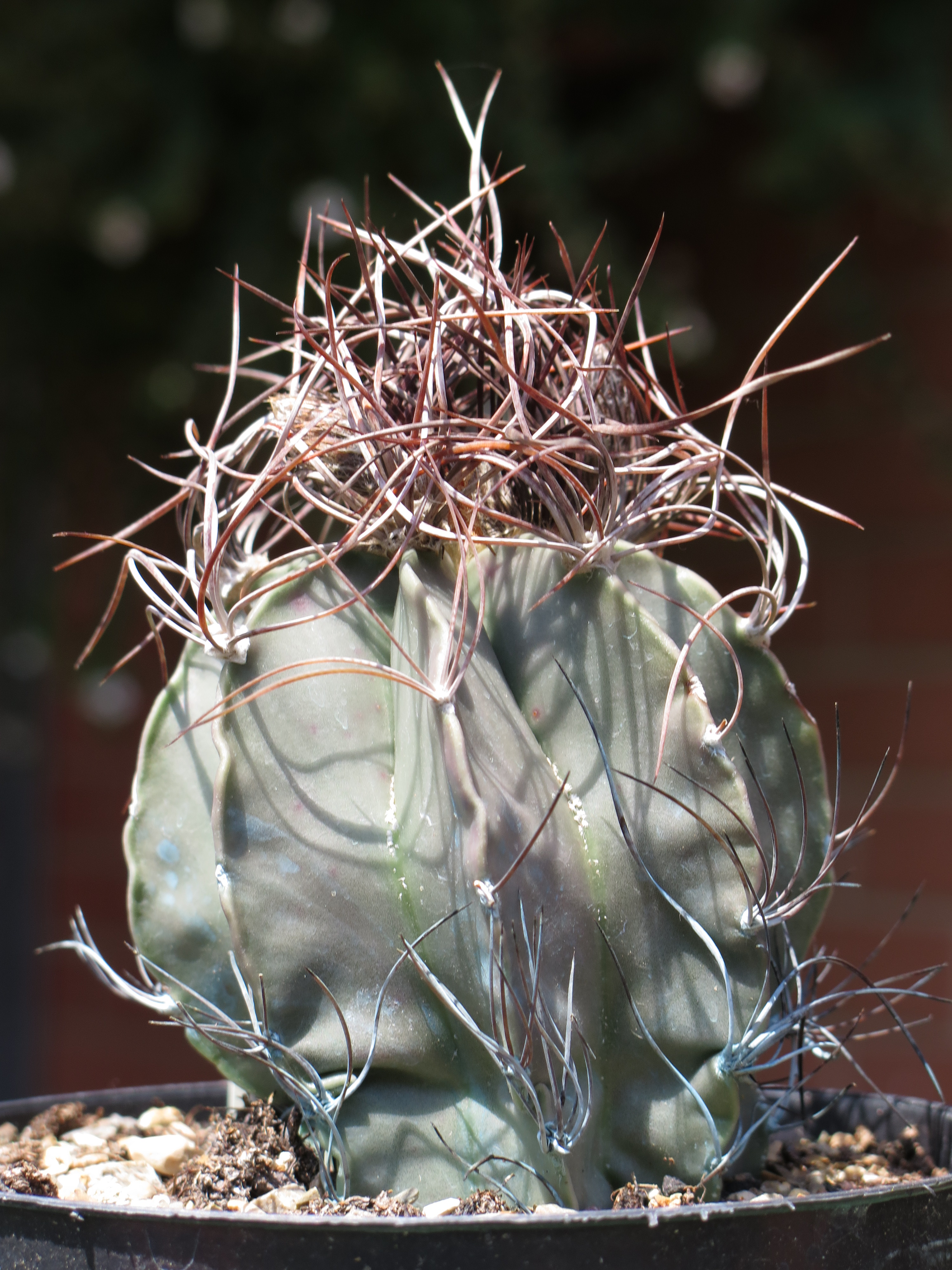
Astrophytum capricorne var. senile
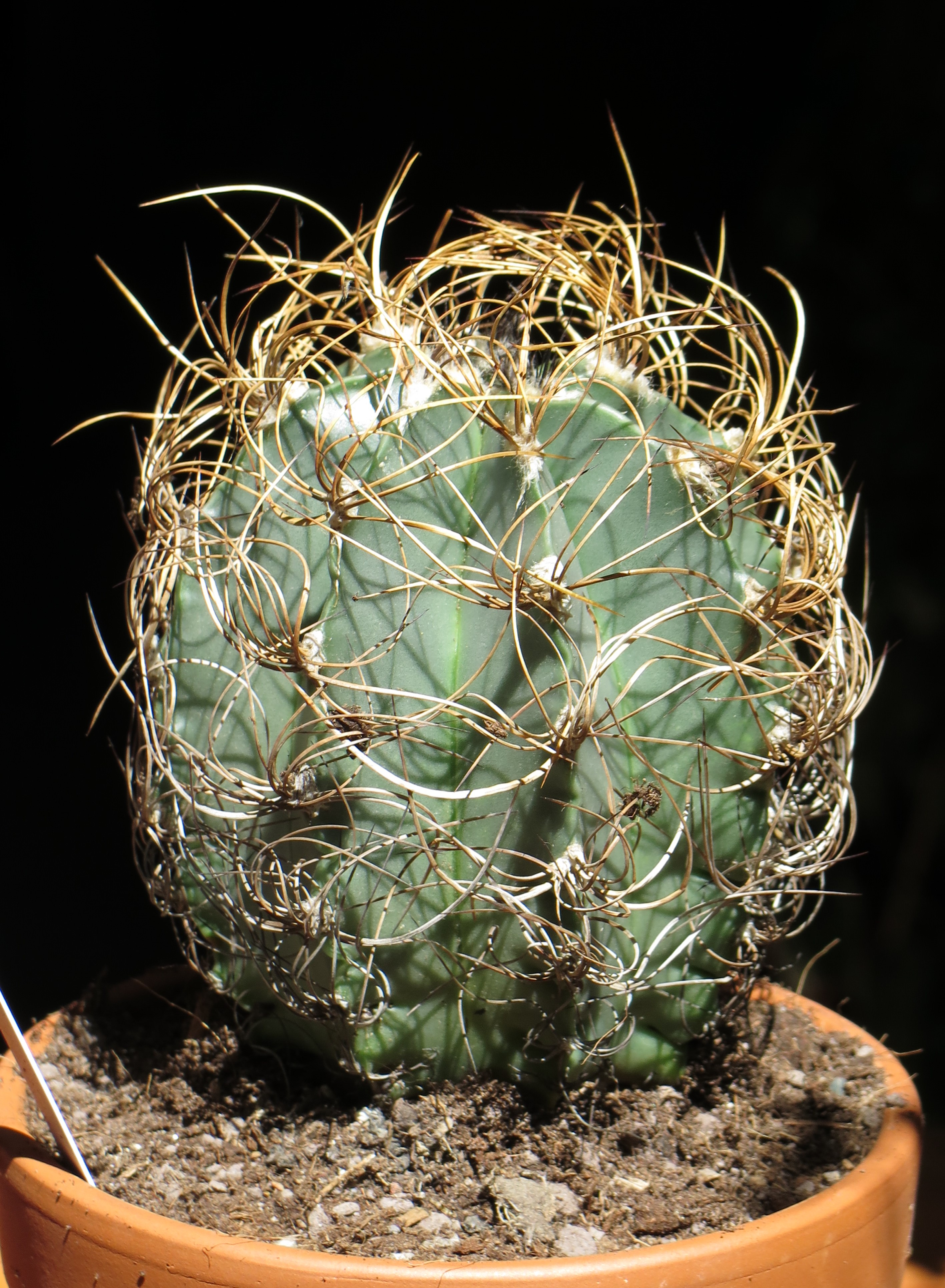
Astrophytum capricorne var. major
- Astrophytum capricorne var. minor